# Gion
Gion ist als eine rätoromanische Variante von Johannes ein rätoromanischer männlicher Vorname sowie ein Familienname.

## Namensträger

### Vorname
- Gion Antoni Bühler (1825–1897), Schweizer Redaktor, Schriftsteller und Lehrer
- Gion A. Caminada (* 1957), Bündner Architekt
- Gion Mathias Cavelty (* 1974), Schweizer Schriftsteller
- Gion Condrau (1919–2006), Schweizer Psychiater und Psychotherapeut
- Gion Darms (Politiker) (1896–1976), Schweizer Politiker (KVP)
- Gion Darms (Theologe) (1930–2014), Schweizer Ordensgeistlicher und Theologe
- Gion Martin Darms (1823–1907), Schweizer Theologe, Pfarrer und Liederübersetzer
- Gion Deplazes (1918–2015), Schweizer Schriftsteller rätoromanischer Sprache
- Gion Antoni Derungs (1935–2012), Schweizer Musiker, Musikpädagoge und Komponist
- Gion Giusep Derungs (* 1932), Schweizer Musiker
- Gion Clau Vincenz (1921–2014), Schweizer Politiker

### Familienname
- Christian Gion (* 1940), französischer Regisseur
- Dirk Gion (* 1965), deutscher Moderator, Regisseur, Produzent und Stunt-Koordinator
- Joel Gion (* 1970), US-amerikanischer Musiker
- Johann Gion (1864–1962), österreichischer Politiker (SDAP) und Redakteur
- Gion Nankai (1676–1751), japanischer Maler

## Sonstiges
- Gion (Kyōto), ein Stadtteil von Kyōto
- Gion-Matsuri, ein jährliches Fest mit Umzug in Kyōto
- Die Schwestern von Gion, japanischer Film aus dem Jahr 1936